# Стадион академии ФК «Краснодар» (2011)
Стадио́н акаде́мии ФК «Краснода́р» — ранее существовавший стадион в городе Краснодаре, являлся домашней ареной футбольных клубов «Краснодар-2», «Краснодар-3» (расформирован), а также молодёжной и женской команд ФК «Краснодар». Вместимость стадиона составляла 3500 зрителей (на главной трибуне с козырьком — 1600 мест). Стадион был открыт в 2011 году. На стадионе была установлена система обогрева и охлаждения трибун.
Проводившиеся соревнования: Первенство ФНЛ, Первенство ПФЛ (группа «Юг»), молодёжное первенство России, женская Суперлига, женская молодёжная лига, Юношеская футбольная лига, элитный раунд чемпионата Европы 2013 (U-19), элитный раунд чемпионата Европы 2019 (U-19), турниры памяти С. И. Вахрушева, товарищеские матчи основной команды ФК «Краснодар», и другие. Всего на стадионе прошло более 400 матчей.
В июне 2018 года на старом стадионе академии ФК «Краснодар» свои тренировки проводила сборная Испании по футболу, которая базировалась на территории академии ФК «Краснодар» в рамках проведения чемпионата мира 2018 года в России.
26 июля 2021 года был начат демонтаж стадиона. В данный момент на месте бывшего стадиона Академии ФК «Краснодар» находится одна из очередей парка «Краснодар» под названием «Японский сад».
17 июля 2021 года был открыт новый стадион академии ФК «Краснодар».